# 拉耶吉里
拉耶吉里（Rayagiri），是印度泰米尔纳德邦Tirunelveli县的一个城镇。总人口10509（2001年）。

## 人口
该地2001年总人口10509人，其中男性5156人，女性5353人；0—6岁人口1194人，其中男587人，女607人；识字率60.74%，其中男性为71.66%，女性为50.21%。